# Heinz Meyer (Politiker, 1911)
 Heinz Meyer  (* 25. September 1911 in Bremen; † 23. Oktober 1986 in Bremen) war ein deutscher Ortsamtsleiter und Politiker (SPD).  

## Biografie

### Familie, Ausbildung und Beruf
Meyer stammt aus dem Ortsteil Hastedt. Er war verheiratet; beide hatten Söhne und Enkel. 1938 baute die Familie in der Mooriemer Straße in der Siedlung Grolland-Süd.
Meyer erlernte den Beruf eines Buchdruckers und übte den Beruf vor und nach dem Zweiten Weltkrieg aus.

### Politik
Er war seit 1930 Mitglied der SPD in einem SPD-Ortsverein in Huchting.  
Von 1946 bis 1967 war er 21 Jahre lang Mitglied der Bremischen Bürgerschaft. Er war von 1959 bis 1967 Vizepräsident der Bürgerschaft. In der SPD-Fraktion gehörte er zum Freundeskreis um den mächtigen SPD-Fraktionsvorsitzenden Richard Boljahn.  
Zugleich war er von 1948 bis 1974 als Nachfolger von Franz Löbert auch Ortsamtsleiter des Bremer Stadtteils Huchting und damit auch maßgeblich am Aufbau des Stadtteils als Wohnstandort des sozialen Wohnungsbaus beteiligt. Da er Ortsamtsleiter bleiben wollte, konnte er ab 1967 wegen der dann geltenden Regelung der Unvereinbarkeit von Amt oder Bürgerschaftsmandat nicht wieder zum Mitglied der Bürgerschaft gewählt werden.

### Weitere Mitgliedschaften
- Er war ab 1947 im Deutschen Gewerkschaftsbund (DGB) Hauptkassierer im Landesverband Bremen.
- Von 1967 bis 1977 war er Deichhauptmann links der Weser.
- Er war langjähriges Mitglied in der Interparlamentarischen Arbeitsgemeinschaft der Bundesrepublik (IPA).

## Schriften
- Huchting – Einst und Jetzt. Hauschild, Bremen 1981.